# Cambernon
 Cambernon  es una población y comuna francesa, en la región de Baja Normandía, departamento de Mancha, en el distrito y cantón de Coutances.

## Demografía
| 800 | 720 | 701 | 640 | 691 | 696 |
| Para los censos de 1962 a 1999 la población legal corresponde a la población sin duplicidades (Fuente: INSEE [Consultar]) |     |     |     |     |     |